# 미즈타니 시게오
미즈타니 시게오(일본어: 水谷 茂雄, 1960년 7월 21일 ~ )는 일본의 전 프로 야구 선수이다. 미에현 욧카이치시 출신이며 현역 시절 포지션은 투수였다.

## 인물
중학교 때부터 투수로 활약하여 동경하는 고시엔 대회에 출전할 수 있는 지름길로서 1976년 미에현에 위치한 가이세이 고등학교에 진학하였으나 엄격한 학칙에 싫증이 나서 1학년 1학기 만에 그만두었다. 1년 늦게 입학한 욧카이치 공업고등학교에서는 에이스 겸 4번 타자로 발탁돼 속구를 주체로 슈토를 결정구로 하는 본격파 투수로서 활약하여 1학년 때인 1977년 여름에 노히트 노런을 기록했다. 타격 면에서도 타율 0.420을 기록했고, 2년 동안 20홈런 이상을 치는 등 야수 못지않은 장타력을 보였다. 1년 늦게 입학한 바람에 3학년 때인 1979년에는 경기에 출전하지 못했다. 훈련을 보조하는 것과 벤치에서 사인을 교환하는 등 코치로서 배우는 역할을 하다가 그해 중간부터는 감독으로서 야구부원을 모았다.
1979년 프로 야구 드래프트 회의에서 난카이 호크스로부터 4순위 지명을 받고 입단했다. 1년째인 1980년부터 1군에서의 출전을 이뤘고 2년째인 1981년에는 마무리 비장의 카드로서 10세이브를 기록하는 등의 활약을 보였지만 팔꿈치 부상이나 간염 때문에 등판 기회가 줄어들었다. 1984년 12월 아오야마 히사토와의 맞트레이드로 주니치 드래건스에 이적했지만 주니치에서의 1군 등판은 없었고 1985년을 끝으로 현역에서 은퇴했다.
은퇴 후 고향인 미에현에 돌아와 수산 시장에서 일하는 등 수산업에 종사했다.

## 상세 정보

### 출신 학교
- 가이세이 고등학교
- 미에 현립 욧카이치 공업고등학교

### 선수 경력
- 난카이 호크스(1980년 ~ 1984년)
- 주니치 드래건스(1985년)

### 개인 기록
- 첫 등판 : 1980년 6월 27일, 대 세이부 라이온스 전기 10차전(세이부 라이온스 구장), 3회말 1사에 2번째 투수로서 구원 등판, 4와 2/3이닝 3실점
- 첫 선발 등판 : 1980년 8월 30일, 대 닛폰햄 파이터스 후기 7차전(가고시마 현립 가모이케 야구장), 6과 3이닝 4실점으로 승패는 없음
- 첫 승리·첫 선발 승리 : 1980년 9월 17일, 대 세이부 라이온스 후기 9차전(헤이와다이 구장), 6과 1/3이닝 2실점
- 첫 세이브 : 1981년 4월 4일, 대 닛폰햄 파이터스 전기 1차전(고라쿠엔 구장), 9회말부터 2번째 투수로서 구원 등판·마무리, 1이닝 무실점

### 등번호
- 31(1980년 ~ 1982년)
- 13(1983년)
- 30(1984년)
- 48(1985년)

### 연도별 투수 성적
| 연 도      | 소 속      | 등 판 | 선 발 | 완 투 | 완 봉 | 무 4 구 | 승 리 | 패 전 | 세 이 브 | 홀 드 | 승 률 | 타 자 | 이 닝 | 피 안 타 | 피 홈 런 | 볼 넷 | 고 4 | 몸 맞 | 탈 삼 진 | 폭 투 | 보 크 | 실 점 | 자 책 점 | 평 자 책 | W H I P |
| ---------- | ---------- | ----- | ----- | ----- | ----- | ------- | ----- | ----- | -------- | ----- | ----- | ----- | ----- | -------- | -------- | ----- | ---- | ----- | -------- | ----- | ----- | ----- | -------- | -------- | ------- |
| 1980년     | 난카이     | 11    | 2     | 0     | 0     | 0       | 1     | 0     | 0        | --    | 1.000 | 136   | 30.0  | 30       | 6        | 18    | 0    | 4     | 12       | 0     | 0     | 24    | 23       | 6.90     | 1.60    |
| 1981년     | 난카이     | 45    | 0     | 0     | 0     | 0       | 2     | 1     | 10       | --    | .667  | 203   | 44.2  | 46       | 8        | 28    | 3    | 3     | 31       | 1     | 0     | 26    | 25       | 5.00     | 1.66    |
| 1982년     | 난카이     | 7     | 0     | 0     | 0     | 0       | 0     | 0     | 0        | --    | ----  | 51    | 9.2   | 20       | 2        | 3     | 0    | 1     | 7        | 0     | 0     | 13    | 11       | 9.90     | 2.38    |
| 1984년     | 난카이     | 8     | 0     | 0     | 0     | 0       | 0     | 2     | 0        | --    | .000  | 52    | 10.2  | 17       | 6        | 4     | 1    | 0     | 3        | 1     | 0     | 17    | 14       | 11.81    | 1.97    |
| 통산 : 4년 | 통산 : 4년 | 71    | 2     | 0     | 0     | 0       | 3     | 3     | 10       | --    | .500  | 442   | 95.0  | 113      | 22       | 53    | 4    | 8     | 53       | 2     | 0     | 80    | 73       | 6.92     | 1.75    |